# A bátrak karavánja
A bátrak karavánja (eredeti cím: The Ewok Adventure) 1984-ben bemutatott amerikai televíziós sci-fi kalandfilm, a Csillagok háborúja című filmsorozat spin-offja.
A film George Lucas ötlete alapján készült. Az élőszereplős játékfilm rendezője John Korty, producere Thomas G. Smith. A forgatókönyvet Bob Carrau írta, zenéjét Peter Bernstein szerezte. A Korty Films és a Lucasfilm gyárátásban készült, az ABC forgalmazta.
Amerikában 1984. december 25-én mutatták be a televízióban.

## Szereplők
| Szereplő          | Színész                                 |
| ----------------- | --------------------------------------- |
| Wicket W. Warrick | Warwick Davis Darryl Henriques (hang)   |
| Cindel Towani     | Aubree Miller                           |
| Mace Towani       | Eric Walker                             |
| Catarine Towani   | Fionnula Flanagan                       |
| Jeremitt Towani   | Guy Boyd                                |
| Deej Warrick      | Daniel Frishman Sydney Walker (hang)    |
| Weechee Warrick   | Debbie Lee Carrington Hal Rayle (hang)  |
| Widdle Warrick    | Tony Cox James Cranna (hang)            |
| Chukha-Trok       | Kevin Thompson Michael Pritchard (hang) |
| Kaink             | Margarita Farrell Pat Franklin (hang)   |
| Shodu Warrick     | Pam Grizz Nancy Carlin (hang)           |
| Logray            | Bobby Bell Robert Elross (hang)         |
| Szereplő          | Hang                                    |
| Narrátor          | Burl Ives                               |

## Magyar megjelenések
Magyarországon nem volt szinkronos változat, csak hangalámondás, illetve 1991-ben jelent meg VHS-en a Video 2000 Kft. gondozásában.